# Rivière Beaulne
Pour les articles homonymes, voir Beaulne.
La rivière Beaulne est un affluent de la rivière Ouareau, coulant dans les municipalités de Notre-Dame-de-la-Merci et de Chertsey, dans la municipalité régionale de comté (MRC) de Matawinie, dans la région administrative de Lanaudière, au Québec, au Canada.
Le cours de la rivière se situe dans une petite vallée forestière bordée de montagnes.

## Géographie
La rivière Beaulne prend sa source à l'embouchure du lac Baulne (jadis désigné Grand Lac Baune) (longueur : 0,5 km ; altitude : 410 m). L'embouchure de ce lac est situé au nord du lac, soit à 10,1 km au sud-est du lac Ouareau, à 5,5 km au sud-est du centre du village de Notre-Dame-de-la-Merci et à 7,3 km à l'ouest de la confluence de la rivière Beaulne.
À partir de l'embouchure du lac des Îles, la rivière Beaulne coule sur 9,2 km, selon les segments suivants :
- 6,2 km vers le nord-est dans Notre-Dame-de-la-Merci en recueillant plusieurs ruisseaux (venant du nord), jusqu'à la limite de Chertsey (Québec)|Chertsey ;
- 3,0 km vers l’est, jusqu'à la confluence de la rivière[2].

La rivière Beaulne se déverse sur la rive sud-ouest de la rivière Ouareau laquelle descend vers le sud-est jusqu'à la rive nord de la rivière L'Assomption. La confluence de la rivière Beaulne est située à :
- 2,1 km au sud de la limite de Notre-Dame-de-la-Merci ;
- 1,1 km en amont de la confluence de la rivière du Nord ;
- 13,3 km au nord du centre du village de Chertsey.

## Toponymie
Le toponyme rivière Beaulne fait référence aux familles Beaulne qui étaient établis dans la région. Ce toponyme est connu depuis 1878.
Le toponyme rivière Beaulne a été officialisé le 27 février 2003 à la Commission de toponymie du Québec.